# (612084) 1999 CF119
(612084) 1999 CF119 est un objet du disque des objets épars.

## Caractéristiques
Le diamètre estimé de (612084) 1999 CF119 se situe entre 146 kilomètres et 220 kilomètres de diamètre suivant l'albédo retenu.